# بيتي تاكر
بيتي تاكر (بالإنجليزية: Betty Tucker)‏ هي لاعب كرة قاعدة أمريكية، ولدت في 28 يناير 1924 في ديترويت في الولايات المتحدة، وتوفيت في 20 أغسطس 2012 في توسان في الولايات المتحدة.